# Friedrich Viebahn
Friedrich Christian Viebahn (Hamborn, 5 september 1910 - onbekend) is een Duitse oorlogsmisdadiger.
Viebahn werkte voor de oorlog als politieman. In 1937 werd hij lid van de NSDAP en in 1939 ging hij werken voor de Gestapo in Düsseldorf. Tijdens de Tweede Wereldoorlog voor de Sicherheitsdienst (SD) in Den Haag en Amsterdam. Viebahn werkte onder meer samen met Maarten Kuiper, Ernst Wehner en Emil Rühl en maakte vele slachtoffers. Hij is eens omschreven als "een heel dik mannetje met een varkensachtig voorkomen". Viebahn woont ten tijde van zijn misdaden in Amsterdam-Zuid met als 'werkgebied' Noord-Holland.
Op 15 juli 1944 is hij in de Amsterdamse Kinkerstraat aanwezig bij de arrestatie van Johannes Post. Op 29 januari 1945 is Viebahn betrokken bij de arrestatie van onder meer Jan Overeem.
Op 4 oktober 1949 werd hij veroordeeld tot 18 jaar cel met aftrek, onder meer vanwege Silbertanne-acties, betrokkenheid bij executies (waarbij hij zelf drie mensen neerschoot) en mishandeling van gevangenen. Na een gratieverlening werd Viebahn op 31 maart 1956 over de Nederlands/Duitse grens gezet. In 1960 kwam Viebahn in dienst bij de West-Duitse Bundesnachrichtendienst, maar vanwege zijn betrokkenheid bij de moorden tijdens de Tweede Wereldoorlog werd hij in 1964 ontslagen.